# Tai Tapu
Tai Tapu est une localité de la région de Canterbury située dans l’ Île du Sud de la Nouvelle-Zélande.

## Situation
C’est un gros village situé à 6 km à l’est de la ville de Lincoln et à 18 km au sud-ouest de la cité de Christchurch, sur la route State Highway 75 (en).

## Installations
Il a 3 cafés, qui sont nommés: ‘Tai Tapu General Store’, ‘Raspberry Cafe’, ‘The Packing Horse’ et quelques magasins: (‘Obelisk Furniture Store’, ‘Belleza Boutique’, ‘Antiques’ et ‘Curios Antique Store & Tai Tapu Mower Shop’).
Il a aussi deux garages (‘Challenge Tai Tapu’ et ‘Tai Tapu Motors’).
Il y a une école primaire (‘Tai Tapu Primary’) et une église ainsi qu’une bibliothèque (l’église ainsi que la bibliothèque sont remarquables pour leur beauté et leur savoir faire) .

## Toponymie
Le nom de ‘Tai Tapu’ est dérivé du mot wai tapu, qui signifie ‘sacré’ ou ‘eau solennelle’.
La ville fut aussi connue sous le nom de Taitapu au cours de son existence